# سمكة ببغائية

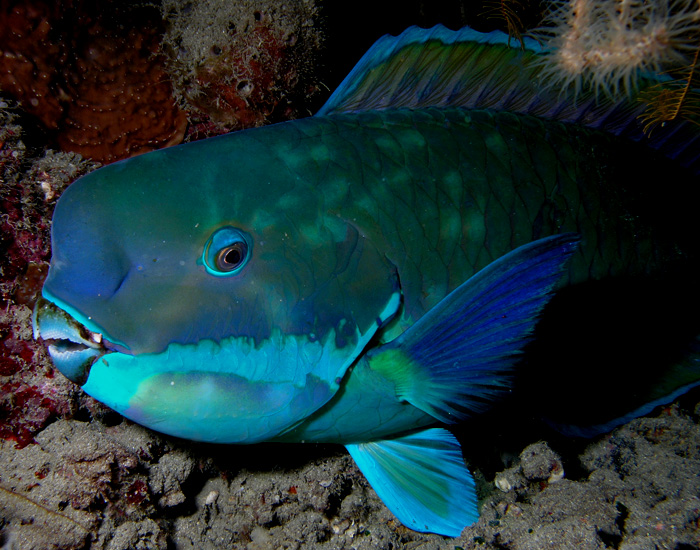
سمكة ببغائية شمال ساحل تيمور الشرقية.

السمكة الببغائية أو حَرِيت أو حَرِيد (الاسم العلمي: Scaridae) فصيلة من حوالي 75 نوعًا من الأسماك التي تعيش حول الشعاب المرجانية في البحار الحارة وشبه الحارة، واتخذت على اسمها من أسنانها الأمامية غير العادية التي تشبه منقار الببغاء.
سميت هذه السمكة بهذا الاسم بسبب أسنانها الأمامية المرتبة في مقدمة فمها بحيث تشبه منقار الببغاء، وهي سمكة بحرية تعيش في المياه الدافئة بين الشعاب المرجانية في المحيطات و البحار، و يوجد منها نحو ثمانين نوعا تترواح في أحجامها بين 20 سنتيمتراً (الصغير) إلى متر و نصف (العملاق).
يتراوح حجم السمكة الببغائية ما بين 10سم وأكثر من 1،2م. يوجد منها نحو ثمانين نوعا. ولها أجسام سميكة تغطيها قشور كبيرة. ومعظم الأسماك الببغائية ساطعة الألوان، كما يغير معظمها لونه أثناء حياته.
تتغذى السمكة الببغائية غالباً بالطحالب التي تنحتها من الصخور والشعاب بأسنانها القوية. ويتغذى الكثير من الأسماك الببغائية بالأعشاب البحرية التي توجد حول الشعاب المرجانية، وتُرى غالباً في أسراب كبيرة. والسمكة الببغائية الملكة التي تعيش في الأجزاء الحارة من غرب المحيط الأطلسي تسبح أحيانا في مجموعات تتكون من ثلاث أو أربع سمكات أنثى وذكر واحد. وفي الليل يكوِّن الكثير منها نوعاً من الغطاء الرقيق الشفاف الذي يشبه الشرنقة تحيط به نفسها وتقبع فيه حتى يسطع ضوء النهار. وبعد هضم المواد الغذائية تخرج الفضلات على شكل رمل ، فكل سمكة قادرة على أن تنتج 90 كغم من الرمال سنوياً

## اقرأ أيضا
- سمك طائر
- سمكة الببغاء الأزرق
- سمك الببغاء ثقيل المنقار